# Phyllophaga mali
Phyllophaga mali är en skalbaggsart som beskrevs av Albert Burke Wolcott 1928. Phyllophaga mali ingår i släktet Phyllophaga och familjen Melolonthidae. Inga underarter finns listade i Catalogue of Life.